# Лавальдан
Лавальдан   (фр. Lavaldens) — коммуна во Франции, находится в регионе Рона — Альпы. Департамент коммуны — Изер. Входит в состав кантона Матезин-Триев. Округ коммуны — Гренобль.
Код INSEE коммуны — 38207. Население коммуны на 1999 год составляло 139 человек. Населённый пункт находится на высоте от 959 до 2856 метров над уровнем моря. Муниципалитет расположен на расстоянии около 510 км юго-восточнее Парижа, 120 км юго-восточнее Лиона, 26 км юго-восточнее Гренобля. Мэр коммуны — M. Roger Cointe, мандат действует на протяжении 2001—2008 гг.
Динамика населения (INSEE):